# 186 km
186 km (ros. 186 км) – przystanek kolejowy w lasach, w rejonie małowiszerskim, w obwodzie nowogrodzkim, w Rosji. Położony jest na linii Petersburg – Moskwa, w oddaleniu od skupisk ludzkich. Najbliższą miejscowością jest Borok.